# Großsteingrab Nesow
Das Großsteingrab Nesow war eine megalithische Grabanlage der jungsteinzeitlichen Trichterbecherkultur bei Nesow, einem Ortsteil von Rehna im Landkreis Nordwestmecklenburg (Mecklenburg-Vorpommern). Es wurde 1864 archäologisch untersucht und wenig später restlos zerstört.

## Lage
Das Grab befand sich auf dem Acker „Siedenlande“ bei der Wiese „Kellendiek“.

## Beschreibung
Die Anlage besaß eine unterirdisch angelegte, ost-westlich orientierte Grabkammer mit einer Länge von 12 Fuß (ca. 3,6 m) und einer Breite von 3 Fuß (ca. 0,9 m). Es besaß jeweils zwei Wandsteine aus Granit an den Langseiten. Die beiden westlichen Wandsteine waren etwa 1,8 m lang, die beiden östlichen maßen 1,2–1,5 m und waren leicht geneigt. Die Zwischenräume der Wandsteine waren mit Trockenmauerwerk verkleidet. An der westlichen Schmalseite lag schräg ein weiterer Stein mit einer Länge von 5,5 Fuß (ca. 1,7 m) und einer Breite und Dicke von 3–4 Fuß (ca. 0,9–1,2 m). An der östlichen Schmalseite lag ebenfalls schräg ein kleinerer Stein von 3 Fuß (ca. 0,9 m) Länge, Breite und Dicke. Georg Christian Friedrich Lisch hielt sie für abgewälzte Decksteine, Ernst Sprockhoff hingegen für die Abschlusssteine. Die Decksteine hätten demnach bereits gefehlt. Sprockhoff klassifizierte die Kammer allgemein als Dolmen, Ewald Schuldt als Großdolmen, Hans-Jürgen Beier hingegen als Steinkiste, wohl wegen der Eintiefung in den Boden, die Ausmaße sprechen eher für einen Dolmen. Sowohl im Inneren der Kammer als auch um sie herum wurden starke Steinpackungen festgestellt.
Der einzige bekannte Fund ist ein Feuersteindolch aus einer Nachbestattung der endneolithischen Einzelgrabkultur. Er gelangte in die Sammlung des Großherzoglichen Museums, des heutigen Archäologischen Landesmuseums Mecklenburg-Vorpommern in Schwerin, ist aber nicht mehr erhalten.